# Каттинг, Бронсон Мюррей
Бронсон Мюррей Каттинг (англ. Bronson Murray Cutting; 23 июня 1888, Грейт-Ривер, Айслип, Нью-Йорк — 6 мая 1935, Атланта, Миссури) — американский политический деятель, член Республиканской партии США, представитель либерального крыла партии («прогрессист»); сенатор от штата Нью-Мексико с 1929 по 1935 год; сторонник Нового курса Франклина Рузвельта, способствовал принятию законов о банковской реформе 1933 и 1935 годов.

## Работы
- Ezra Pound and Senator Bronson Cutting : a political correspondence, 1930—1935 (1995)
- Freedom of thought and the censorship — section 305 of the tariff bill (1929)